# 2014 SK350
2014 SK350 est un transneptunien encore très mal connu, avec un diamètre est estimé à 200 km.